# خرگوش‌های جهنده
خرگوش‌های جهنده (نام علمی: Pedetes) نام یک سرده از تیره جهنده‌خرگوشان است.

## گونه‌ها
- خرگوش جهنده جنوب آفریقا Pedetes capensis
- خرگوش جهنده شرق آفریقا Pedetes surdaster